# Dragoje Leković
Dragoje Leković (in serbo Драгоје Лековић?; Sivac, 21 novembre 1967) è un ex calciatore jugoslavo, dal 2003 montenegrino, di ruolo portiere.

## Carriera
Debutta da professionista nel 1985 con il Mornar Bar, ma le sue doti gli valgono l'ingaggio, dopo una sola stagione, da parte del Budućnost Podgorica, di cui diventa uno dei pilastri militando per sei stagioni, arrivando a disputare la finale, persa contro l'FC Inter Sibiu, della Coppa dei Balcani 1991.
Viene ingaggiato, nella stagione 1991-1992, dalla Stella Rossa di Belgrado, con cui vince il campionato e la Coppa Intercontinentale 1991. Subito dopo questo successo, vive due stagioni tra alti e bassi, dapprima al Mogren Budva e poi al Budućnost Podgorica.
A metà della stagione 1994-1995 si trasferisce in Scozia al Kilmarnock con cui vince la Coppa di Scozia 1997, prima di passare, nel gennaio del 1997 allo Sporting de Gijón, e al Málaga.
Chiude la carriera nella squadra cipriota dell'AEK Larnaca.
Con la Nazionale jugoslava ha disputato 14 partite, partecipando alle Olimpiadi del 1988, ai Mondiali del 1990 e ai Mondiali del 1998.

## Palmarès

### Club
- Campionato jugoslavo: 1

Stella Rossa: 1991-1992
- Coppa Intercontinentale: 1

Stella Rossa: 1991
- Coppa di Scozia: 1

Kilmarnock: 1996-1997

### Nazionale
- Campionato mondiale Under-20: 1

Jugoslavia: Cile 1987